# Норман
Норман (на английски: Norman) е град в Оклахома, Съединени американски щати, административен център на окръг Кливланд. Намира се на 30 km южно от Оклахома Сити.
В Норман се намира Оклахомският университет. Населението на града е 110 925 души (2010).
В Норман е роден актьорът Джеймс Гарнър (1928 – 2014).